# Lista de clubes de futebol do Peru
Abaixo, a lista de clubes de futebol do Peru.

## Regiões

### Amazonas
- AD Cafetalera Alto Amazonas
- Agricobank San Lorenzo
- Bagua Grande FC
- Deportivo Hospital
- Cultural Utcubamba
- Deportivo Municipal de Mendoza
- Deportivo Sachapuyos[1]
- Higos Urco[2]
- Juventud Dinámica Tushpuna[3]
- Club San Francisco de Asís[4]
- Sporting Victoria[5]
- Unión Comercial
- Unión Santo Domingo

### Ânchache
- Alianza Miramar
- América Samanco[6]
- Atlético Huascarán
- Atlético Juventud
- Atlético Nicrupampa
- Boca Juniors de Huarmey[7]
- Caballeros de la Ley[8]
- Cultural Casma[carece de fontes?]
- Defensor Nicrupampa[9]
- Deportivo Belén[10]
- Deportivo Delusa[11]
- Defensor San Rafael[12]
- Defensor Strong Boys[13]
- Deportivo Sider Perú
- Estrella Roja de Santa
- Huaraz FC
- Huascarán Deportivo Cultural
- Huracán de Toma
- José Gálvez FBC
- Juventud Tambo Real[14]
- River Santa[15]
- Rosario FC
- Sport Áncash
- Unión Juventud[16]
- Club Deportivo Ramón Castilla

### Apurímaque
- Alianza Antabamba
- Deportivo Educación[carece de fontes?]
- Deportivo La Victoria
- Los Chankas
- Club Miguel Grau[17]
- Social Olivo[18]
- Social Barrio Alto
- Club José María Arguedas

### Arequipa
- ADC Santos[19]
- Alfonso Ugarte
- Atlético Mollendo[20]
- Deportivo Camaná
- FBC Melgar

### Aiacucho
- Alianza Huamanga[21]
- Ayacucho FC
- Deportivo Huáscar
- Deportivo UNSCH
- Social Magdalena

### Cajamarca
- Asociación Deportiva Agropecuaria
- Asociación Deportiva Corisorgona
- Asociación Deportiva Tugusa
- Cultural Río Nilo[22]
- Comerciantes Unidos
- Cultural Santa Ana
- Cultural Volante
- Cultural Deportivo Chota
- Defensor Baños del Inca
- Deportivo Bellavista
- UTC
- San Cayetano

### Callao
- Academia Cantolao
- ADEBAMI
- Atlético Chalaco
- Alfredo Tomassini
- América Latina FBC
- Atlético Deportivo Olímpico
- Atlético Satélite
- Atlético Barrio Frigorífico
- Sport Boys
- Sportivo Huáscar
- KDT Nacional
- Cultural América

### Cusco
- Agropecuario
- Alfredo Salinas[23]
- Atlético Estrella[24]
- Atlético Sicuani
- Cienciano
- Cultural Agropecuario
- Cusco FC
- Defensor Mayohuaylla
- Defensor Yucay
- Deportivo Garcilaso
- Deportivo Pumacahua
- Deportivo Tintaya[25]
- Deportivo Yawar's
- Deportivo Yawarmayu
- Estudiantes Garcilaso

### Huancavelica
- Cultural Bolognesi
- Diablos Rojos[26]
- Estrella Roja
- Estudiantes Unidos
- Racing FBC
- Real Unión Santa Ana
- San Cristóbal
- Unión Deportivo Ascensión

### Huánuco
- Alianza Cruzpampa[27]
- Alianza Universidad
- Brisas del Huallaga
- Cultural Tarapacá
- Defensor ANDA
- Deportivo Unidad Sanitaria
- León de Huánuco
- Mariano Santos
- San Cristóbal
- Social Molino

### Ica
- Alejandro Villanueva
- Alfonso Ugarte
- Alianza Cantoral
- Alianza Guadalupe
- Alianza Juventud
- Alianza Pisco
- Alianza Progreso
- Alianza Subtanjalla
- Atlético Independiente
- Atlético Junín
- Atlético Libertad
- Atlético Luren
- Atlético Pisqueño
- Carlos Orellana
- Construcción Civil
- Cultural 18 de Febrero
- Defensor Mayta Cápac
- Defensor Rosario
- Defensor Vista Alegre

### Junim
- Alianza Huinco
- Club Alipio Ponce
- Asociación Deportiva Cóndor
- ADT
- Atlético Porvenir
- Chanchamayo FC
- Defensor San Lorenzo

### Liberdade
- Alfonso Ugarte
- Alianza Guadalupe
- Alianza Huamachuco
- Alianza Moche
- Alianza Roma
- Association FBC
- Atlético Ascopano
- Atlético Chalaco
- Augusto Gildemeister
- Carlos Manucci